# Hall (Gelderland)
Hall is een dorp in de Gelderse gemeente Brummen. Op 1 januari 2023 telde Hal 895 inwoners. Het ligt op geringe afstand van de grotere kern Eerbeek, iets oostelijk van het Apeldoorns Kanaal, dat ongeveer op de grens van de Veluwse stuwwal en de IJsseldal loopt. 'Hall' betekent 'zout' in het Keltisch. De Kelten begaven zich vlak voor de jaartelling in grote delen van west en Midden-Europa. In meerdere plaatsnamen in midden en West-Europa vinden we 'Hall' terug. In Nederland loopt een zoutlaag vanaf Noord-Holland naar Oost Nederland, waarop zowel het 'Hall' bij Brummen als Halle in de gemeente Bronckhorst liggen.

## Beschrijving van Hall
Het fietspad Hallsepad vormt een verbinding met het dorp Brummen. De Dorpsstraat en Hallseweg vormen het hart van Hall. Aan deze wegen liggen onder andere de monumentale Hervormde Kerk met de bijbehorende begraafplaats, het verenigingsgebouw De Wheme, openbare basisschool De Vossestaart en de sportvelden van de plaatselijke voetbalvereniging SHE.

## Kerk

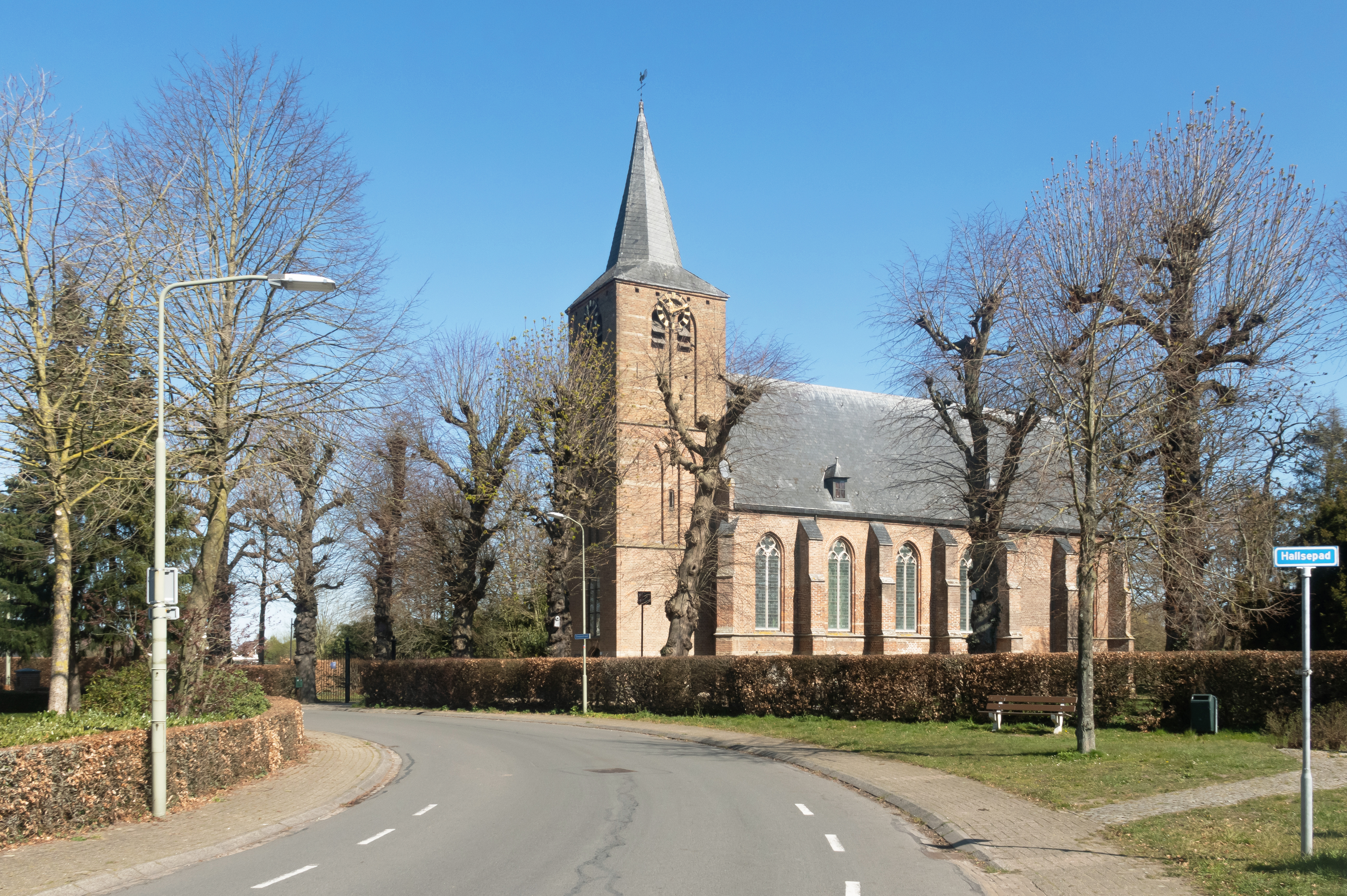
De Sint-Ludgerkerk in Hall

In Hall lag een hof van de abdij van Werden. De kerk van Hall was vroeger gewijd aan de stichter van die abdij, Liudger. In 1981 zijn de fundamenten van deze bijzonder oude kerk opgegraven.
De huidige (protestantse) kerk op die plek, dateert uit de veertiende eeuw, en delen uit de zestiende eeuw. Deze kerk is bekend wegens de bijzondere gewelfschilderingen.

## Cornelis Johannes van Doorn

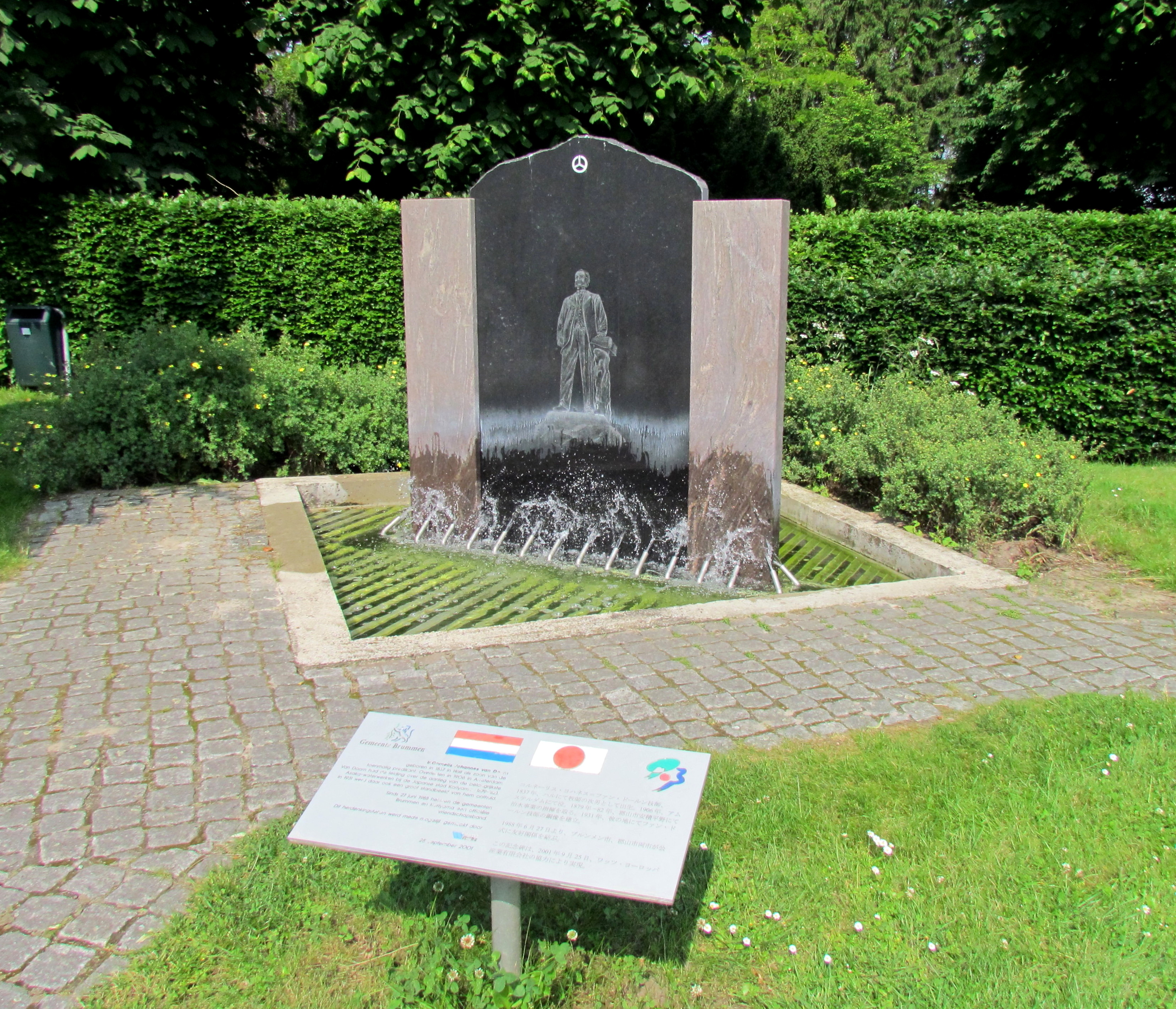
Monument voor Cornelis van Doorn

Op 5 januari 1837 is Cornelis Johannes van Doorn in Hall geboren. Hij heeft als waterbouwkundig ingenieur in de omgeving van de Japanse stad Koriyama belangrijke waterbouwkundige werken uitgevoerd. Op grond van dit historische feit bestaat er een vriendschapsband tussen de gemeente Brummen en deze Japanse stad. In oktober 1998 werd in Hall in het plantsoen op de hoek Hallseweg - Domineeskamp een Japanse kers (Somei Yoshina) geplant ter gelegenheid van het tienjarig bestaan van de vriendschapsband. In september 2001 werd nabij de Hervormde Kerk een herdenkingsteken onthuld dat de banden van het dorp Hall en Van Doorn enerzijds en de betrekkingen tussen de gemeente Brummen en Koriyama anderzijds symboliseert.

## Geboren
- Wiljon Vaandrager (1957), roeister

## Woonachtig geweest
- Cornelius Rogge (1932-2023), beeldend kunstenaar[2]